# Долблёнка

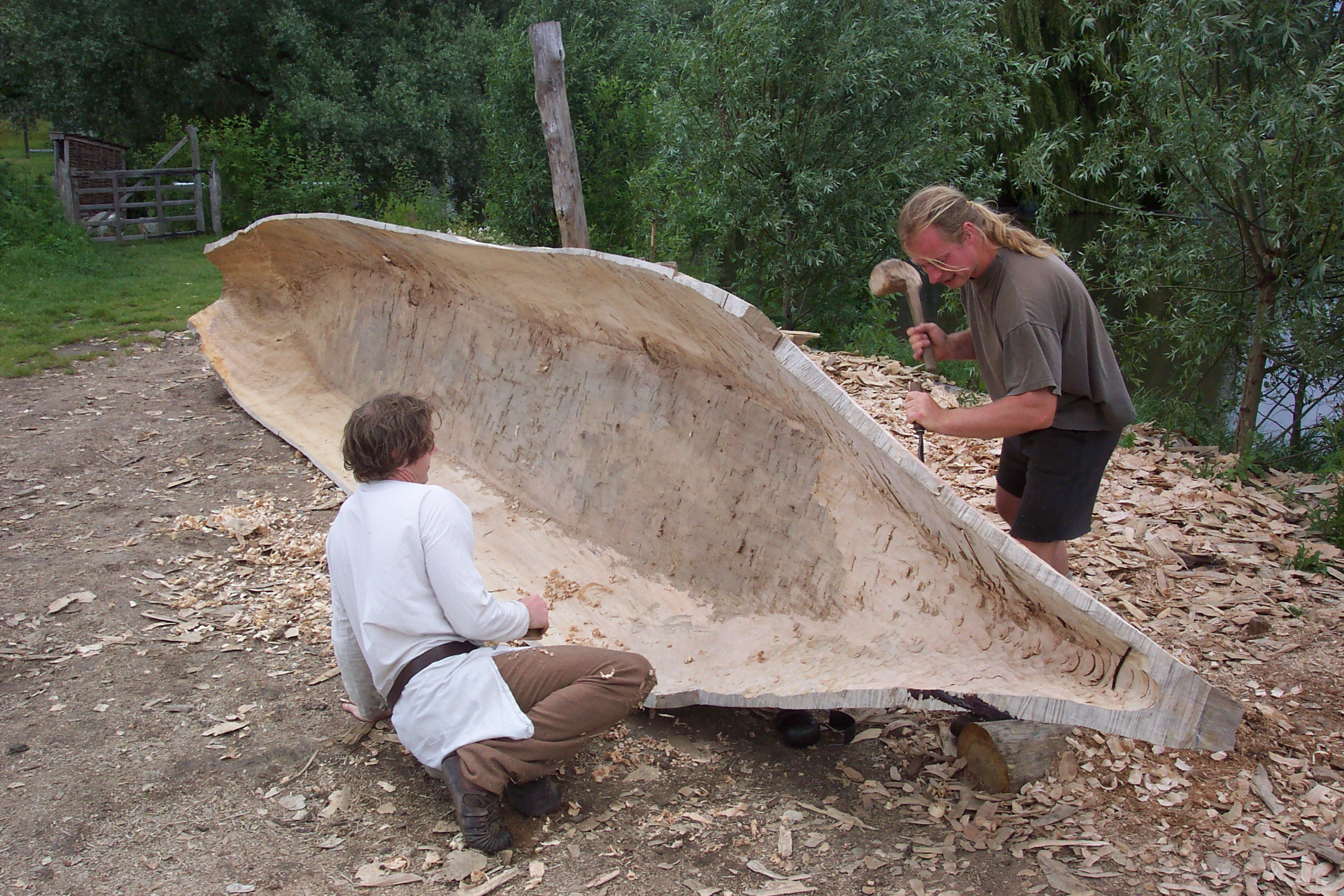
Изготовление долблёной лодки

Долблёнка (однодерёвка, моноксил (от др.-греч. μονοξυλος, из одного дерева), комяга, комельник, дубовка) — гребная, реже со съёмной мачтой, плоскодонная лодка, выдолбленная из единого ствола дерева. Обычно не имеет киля. Долблёные лодки выделывают из кряжей стволов толстых деревьев. Обычно бортам придаётся желаемая форма посредством расширения их с помощью вымачивания, последующего нагревания над костром и распирания тонкими пружинящими распорками.

## Древнейшие находки
Древнейшая или одна из древнейших в мире долблёнка датируется между 8040 г. до н. э. и 7510 г. до н. э. — это чёлн из Пессе (Нидерланды). Второй по древности признаётся Дуфунское каноэ, найденное в Нигерии в 1987 году (ему 8—8,5 тысяч лет).
Древнейшая на территории России — лодка из села Щучье (XVIII-XVII вв. до н.э.; срубная культура).
Самые ранние археологические свидетельства использования долблёных судов-однодревок в Древней Руси найдены в Старой Ладоге — это лодочная скамья от долблёной лодки, датированная серединой VIII века.
В Новгороде найдены остатки четырёх однодревок первой половины XI века и одной однодревки второй половины XI века. Удалось восстановить размеры одной из лодок первой половины XI века: длина — 6,75 м; ширина — 90 см; высота борта — 65 см. Также в Новгороде найдены остатки одной набойной однодревки (с нашитыми к долблёной лодке бортами) конца XI — начала XII века.

## Долблёнки Восточной Европы

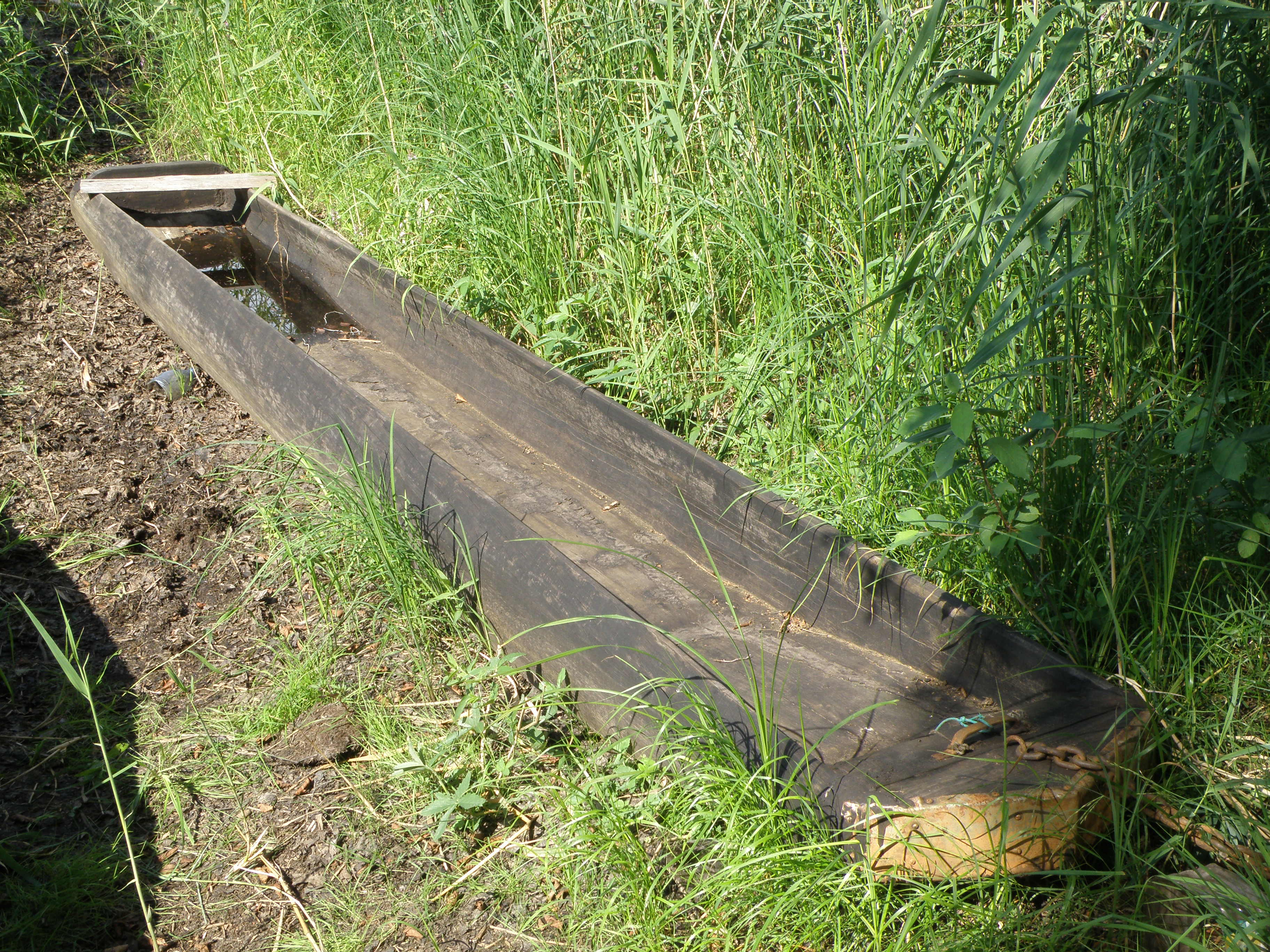
Мещёрская долблёнка

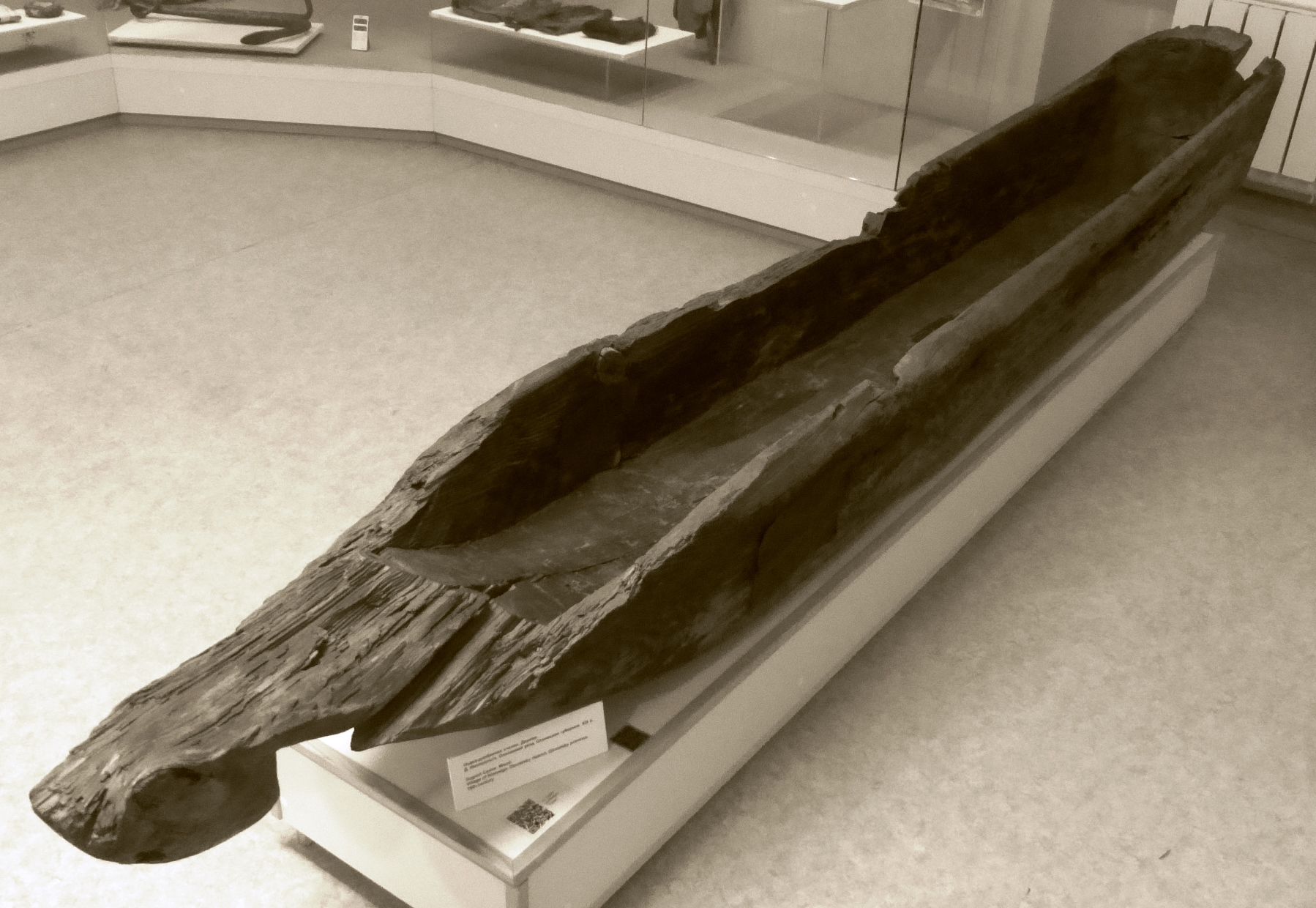
Чёлн. Экспонат Национального музея Республики Карелия

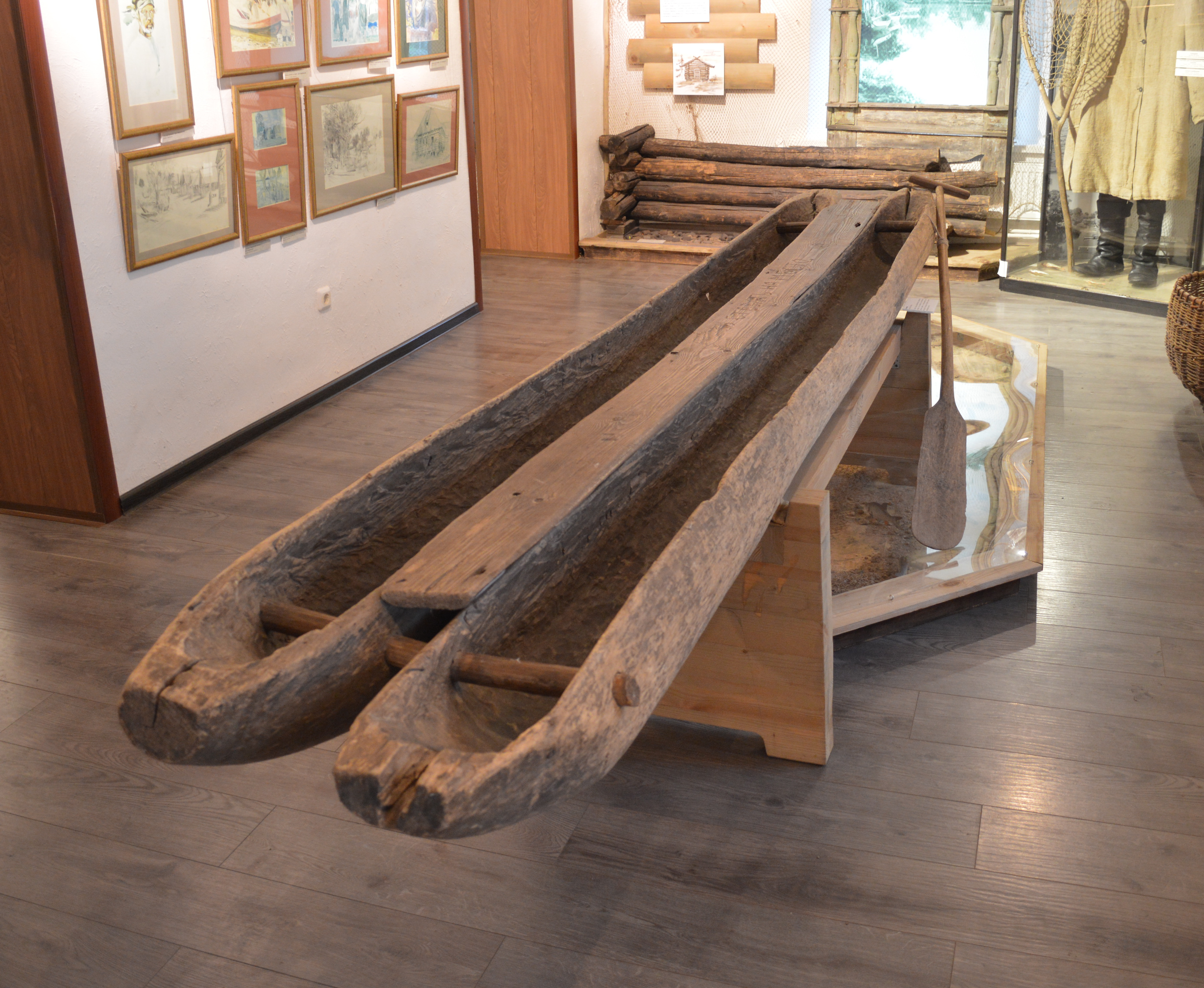
Комяга, конец XIX века

Эти лодки или челноки известны под традиционными местными названиями: долбушки, долблёнки, однодерёвки, душегубки и т. п. Различаются между собой материалом, из которого сделаны (порода дерева), размерами и наружными обводами.
- Батник или ботник — Вологодская, Пермская и Владимирская губернии.
- Ботни́к — долблёнка из осины, используемая на реке Керженец в Нижегородской области.
- Будара, бударка — Казанская губерния, Урал[8].
- Буса — на Днепре.
- Долбанец — Псковская губерния.
- Древо — Смоленская губерния.
- Дубас — Вологодская, Тверская, Воронежская губернии.
- Дубица — Витебская губерния. 1—2 сажени длиной и 8—12 вершков шириной.
- Дубок, дуб — южные губернии.
- Камья, комей — Псковская губерния.
- Карбас — на небольших озёрах Лодейнопольского уезда Олонецкой губернии. Осиновая, 2½—3 сажени длины, 1½—2 аршина ширины и 6—8 вершков глубины, поднимающая 3—8 человек.
- Каю́к— небольшая лодка на речках черноморско-азовского бассейна[9], выдалбливалась из древесины дуба и ивы.
- Ковяга — Витебская губерния.
- Кутька, кутя — Новгородская губерния, Крестецкий район.
- Комяга — южные и восточные губернии.
- Комяга, комельник, дубовка (Белоруссия[10], Украина) — чёлн, выдолбленный из толстого комля или ствола дуба (реже сосны, осины). Для придания устойчивости к бортам иногда прибивались деревянные брусья. Связанные вместе парами комяги использовались для устройства паромной переправы.
- Обиянка, дуб — Полесье. Имеет только одно плоское дно, состоящее из дубовой долблёнки, борта же надставные.
- Осинка — Зимний и Мезенский берега Архангельской губернии. Осиновая, обшитая снаружи еловыми досками, а внутри скреплённая опругами — остроганными палками толщиной в вершок, прошитыми стяжками.
- Стружка — Архангельская губерния. Осиновая плоскодонная лодка без нашвов (фальшбортов).
- Челнок — Псковская губерния. Осиновая до 2½ сажени длины и ¾—2 аршина ширины.
- Чайка.

Кроме этих лодок-одиночек, встречаются ещё двойные, или близнецы, когда две долбушки сплачиваются вместе (рядом) и заменяют паром при переправе; местные названия таких однодеревок: камьи, камейки, коймы (Псковская губерния), комяги (восточные губернии), корытки (на Волге), ройки (Новгородская губерния) и др.

## Долблёнки Сибири
- Анты — долблёнка селькупов.
- Бат — большая долблёная лодка удэгейцев.
- Ветка — собирательное название долблёнок сибирских народов.
- Дилтий, ты — долблёнки кетов.
- Облас, обласок — лодоки-долблёнки русского и коренного населения Западной и Центральной Сибири.
- Оморочка — маленькая долблёная или покрытая берестой лодка нанайцев.